# 22 мая
22 мая — 142-й день года (143-й в високосные годы) по григорианскому календарю.
До конца года остаётся 223 дня.
До 15 октября 1582 года — 22 мая по юлианскому календарю, с 15 октября 1582 года — 22 мая по григорианскому календарю.
В XX и XXI веках соответствует 9 мая по юлианскому календарю.

## Праздники и памятные дни
См. также: Категория:Праздники 22 мая

### Международные
- ООН — Международный день биологического разнообразия.
- Всемирный день го́тов.

### Национальные
- Йемен — День национального единства[2] (образование единой Йеменской Республики).
- Россия - Якутия — день Сайылыка, Николин день - первый день лета по народному календарю[3].

### Религиозные
Православие ⟨Русская православная церковь)
- Память пророка Исаии (VIII до н. э.);
- память мученика Христофора Ликийского (ок. 250);
- День памяти святого Николая Чудотворца (345): перенесение мощей святителя и чудотворца Николая из Мир Ликийских в Барград (1087);
- память преподобного Дионисия Радонежского (1633);
- память преподобного Иосифа Оптинского (1911);
- память преподобного Шио (Симеона) Мгвимского (VI) (Грузинская православная церковь);
- память священномученика Димитрия Воскресенского, пресвитера (1938);
- память священномученика Василия Колосова, пресвитера[5] (1939);
- память Перекопской иконы Божией Матери[6].

### Именины
- Православные: Николай, Северин, Сергей, Денис.

## События
См. также: Категория:События 22 мая

### До XVIII века
- 192 — Люй Бу с другими заговорщиками убил Дун Чжо[7].
- 853
  - византийский флот взял Дамьетту в дельте Нила[8].
  - Олаф Белый принял в подчинение викингов и датчан в Ирландии и сделал Дублин её столицей. [источник?]
- 1455 — первой битвой при Сент-Олбансе началась война Алой и Белой Розы.
- 1498 — приоратом Флорентийской республики объявлен смертный приговор Савонароле, ранее отлучённому от церкви.
- 1520 — бойня в Великом Храме Теночтитлана (по другим данным, 20 мая[9]).
- 1551 — протестантские князья Священной Римской империи заключили Торгауский договор, закрепивший лидерство курфюрста Морица Саксонского.

### XVIII век
- 1756 — в Петербурге сенатским указом учреждены Волковское и Смоленское кладбища — ныне известнейшие петербургские некрополи.
- 1769 — отлит колокол для часов Спасской башни Московского Кремля.
- 1781 — начало осады Девяносто Шестого, британского форта в Южной Каролине.
- 1785 — в Москве прошла закладка Дома Пашкова, в котором ныне располагается Российская государственная библиотека.

### XIX век
- 1807 — Русско-турецкая война: Российский императорский флот под командованием адмирала Дмитрия Сенявина разгромил турецкие корабли в Дарданелльском сражении.
- 1809 — второй день битвы при Асперн—Эсслинге.
- 1831 — Польское восстание: бой при Нуре.
- 1846 — в Нью-Йорке основано информационное агентство «Ассошиэйтед Пресс».
- 1849 — Авраам Линкольн получил патент за номером 6469 на конструкцию плавучего дока. До сих пор он единственный президент США — обладатель патента за изобретение.
- 1856 — П. М. Третьяков купил две первые картины для своей коллекции — «Искушение» Н. Г. Шильдера и «Стычка с финляндскими контрабандистами» В. Г. Худякова. Это считается основанием Третьяковской галереи.
- 1862 — в Российской империи издано положение «о заселении предгорий западной части Кавказского хребта кубанскими казаками и другими переселенцами из России … с целью окончательного покорения горских племён».
- 1868 — недалеко от Маршфилда (США, штат Индиана) произошло «Великое ограбление поезда» бандой братьев Рено.
- 1874 —  Тайваньский поход: японские войска Сайго Цугумити начали карательные акции против местного населения.
- 1882 — Чосон и США подписали договор Шуфелдта, США получили режим наибольшего благоприятствования в торговле.
- 1888 — император Александр III утвердил устав общества Верхних торговых рядов на Красной площади в Москве (нынешний ГУМ)[10].

### XX век
- 1906 — братья Райт получили патент на свой летательный аппарат.
- 1911 — профессор Технологического института Борис Розинг получил изображения геометрических фигур на экране электронно-лучевой трубки — прообразы нынешнего телевизионного изображения.
- 1914 — Британия приобрела право на управление нефтяными собственностями в Персидском заливе у англо-персидской нефтяной компании.
- 1916 — в Петербурге перед зданием Николаевского кавалерийского училища установлен памятник М. Ю. Лермонтову (скульптор Б. М. Микешин).
- 1921 — городские власти Чикаго приняли решение штрафовать на сумму от 10 до 100 долларов женщин, появляющихся на улицах в коротких юбках и с обнажёнными руками.
- 1926 — в Италии Муссолини запретил проведение конкурсов красоты, назвав подобные мероприятия аморальными.
- 1940 — Указ Президиума Верховного Совета СССР об учреждении золотой медали «Серп и Молот» — знака отличия Героя Социалистического Труда.
- 1949 — покончил с собой первый министр обороны США Джеймс Форрестол, которому приписывают авторство фразы «Русские идут».
- 1950 — китайское коммунистическое правительство предложило Тибету территориальную автономию при условии установления в этой области коммунистической власти.
- 1960
  - Впервые прозвучали позывные воскресной радиопередачи «С добрым утром!», давшей путёвку в жизнь многим популярным авторам-сатирикам и эстрадным исполнителям.
  - В Южной Америке произошло Великое Чилийское землетрясение.
- 1966 — 16-летний Брюс Спрингстин вместе со своей первой группой «The Castiles» записал первый сингл «That’s What You Get» вместе с «Baby I». Но эта запись так и не была выпущена в свет.
- 1967 — президент Египта Насер, разместив гарнизон в Шарм-эш-Шейхе, объявляет блокаду Тиранского пролива, закрыв израильский порт Эйлат. Casus belli Шестидневной войны.
- 1968 — руководство Церкви Шотландии приняло решение разрешить посвящение женщин в духовный сан.
- 1972
  - Ричард Никсон стал вторым президентом США, прибывшим в СССР.
  - Цейлон принял новую конституцию и провозглашён независимой Республикой Шри-Ланка в составе Содружества, президентом которой стал Уильям Гопаллава (William Gopallawa).
- 1973 — Роберт Меткалф составил докладную записку для главы PARC о потенциале технологии Ethernet. Этот день общепринято считать днём изобретения данной технологии.
- 1977 — последний рейс знаменитого «Восточного экспресса», которым с 1883 года отправлялись путешественники по маршруту Париж — Стамбул.
- 1982 — папа римский вместе с английскими и аргентинскими кардиналами отслужил в Риме мессу за установление мира.
- 1990
  - После многолетнего противостояния Северный и Южный Йемен объединились в единую Республику Йемен.
  - Состоялся релиз программной оболочки Windows 3.0 компании Microsoft.
- 1995 — Минюст России зарегистрировал Всероссийское общественное движение «Наш дом — Россия».

### XXI век
- 2004
  - Крупные столкновения между полицией и крестьянами, выращивающими коку, прошли в Перу. Недалеко от города Тинго Мария, в пригороде столицы страны Лимы, более 800 крестьян устроили несанкционированный митинг, выступая против планов правительства по сокращению плантаций коки.
  - Крупный пожар в Пхеньянском метрополитене.
- 2007
  - В Турции в историческом центре Анкары совершён террористический акт. Погибло несколько человек[11].
  - Состоялось первичное размещение акций ВТБ.
- 2010
  - катастрофа Boeing 737 в Мангалуре (Индия). Погибли 158 человек.
  - финал Лиги чемпионов УЕФА 2010: миланский «Интер» обыграл мюнхенскую «Баварию» со счётом 2:0 и стал первым в истории итальянским клубом, выигравшим в одном сезоне Лигу чемпионов, чемпионат Италии и Кубок Италии.
- 2011 — атака террористов на базу ВМС Пакистана в Карачи
- 2014
  - военный переворот в Таиланде.
  - теракт в Урумчи, 39 погибших.
- 2015 — Ирландия стала первой страной в мире, где вопрос о легальности однополых браков решался на референдуме. 62 % поддержали это изменение конституции.
- 2017 — Теракт в Манчестере на концерте Арианы Гранде, 23 погибших.
- 2020 — катастрофа A320 под Карачи (Пакистан).
- 2021 — катастрофа на ультрамарафоне в Ганьсу, 21 погибший.

## Родились
См. также: Категория:Родившиеся 22 мая

### До XVIII века
- 1539 — Эдуард Сеймур, 1-й граф Хартфорд (ум. 1621), английский дворянин эпохи Тюдоров.
- 1622 — Луи де Бюад де Фронтенак (ум. 1698), французский военачальник, губернатор колонии Новая Франция.
- 1650 — Рихард Бракенбург (ум. 1702), голландский живописец.
- 1694 — Даниель Гран (ум. 1757), австрийский художник эпохи позднего барокко.

### XVIII век
- 1709 — Якоб Штелин (ум. 1785), первый историк русского искусства, создатель уникального театра фейерверков.
- 1715 — Франсуа Иоаким Пьер де Берни (ум. 1794), французский кардинал, министр Людовика XV.
- 1733 — Юбер Робер (ум. 1808), французский пейзажист.
- 1752 — Луи Лежандр (ум. 1797), французский мясник и деятель Великой французской революции.
- 1762 — Генри Батерст, 3-й граф Батерст (ум. 1834), английский политик, министр иностранных дел.
- 1770 — Елизавета Великобританская (ум. 1840), британская принцесса.
- 1772 — Рам Мохан Рой (ум. 1833), индийский философ и реформатор, основатель движения «Брахмо-самадж».
- 1779 — Иоганн Непомук Шёдльбергер (ум. 1853), австрийский художник.
- 1782 — Тансо Хиросэ (ум. 1865), японский неоконфуцианский ученый.
- 1783 — Уильям Стёрджен (ум. 1850), английский физик, электротехник, изобретатель электродвигателя.

### XIX век
- 1808 — Жерар де Нерваль (наст. фамилия Лабрюни; ум. 1855), французский поэт-романтик, прозаик и переводчик.
- 1811 — Джулия Гризи (ум. 1869), итальянская оперная певица (сопрано).
- 1813 — Рихард Вагнер (ум. 1883), немецкий композитор и дирижёр, крупнейший реформатор оперы.
- 1814 — Амалия Линдегрен (ум. 1891), шведская художница.
- 1816 — Павел Зарубин (ум. 1886), русский механик-самоучка, изобретатель.
- 1824 — Амели Линц (урожд. Амели Шпайер, творч. псевдоним Амалия Годин; ум. 1904), немецкая писательница.
- 1833 — Мануэль Руис Соррилья (ум. 1895), премьер-министр Испании.
- 1840 — Марко Кропивницкий (ум. 1910), украинский драматург, актёр, режиссёр и певец.
- 1844 — Мэри Кэссетт (ум. 1926), американская художница, живописец и график.
- 1849 — Астон Уэбб (ум. 1930), английский архитектор.
- 1859 — сэр Артур Конан Дойл (ум. 1930), знаменитый английский писатель, создатель Шерлока Холмса.
- 1879 — Симон Петлюра (убит в 1926), украинский военный и политический деятель.
- 1880 — Франсис де Миомандр (ум. 1959), французский писатель, переводчик.
- 1885 — Джакомо Маттеотти (убит в 1924), один из лидеров Итальянской социалистической партии.
- 1891 — Иоганнес Роберт Бехер (ум. 1958), немецкий поэт и писатель, министр культуры ГДР.

### XX век
- 1904 — Пётр Соболевский (ум. 1977), актёр театра и кино, заслуженный артист РСФСР.
- 1905
  - Вилем Завада (ум. 1982), чешский поэт и переводчик.
  - Леонид Мартынов (ум. 1980), русский советский поэт и журналист, переводчик, мемуарист.
- 1907
  - Лоренс Оливье (ум. 1989), британский актёр и режиссёр театра и кино, сценарист, продюсер, лауреат трёх премий «Оскар», трёх «Золотых глобусов» и др. наград.
  - Эрже (наст. имя Жорж Проспер Реми; ум. 1983), бельгийский художник комиксов.
- 1912 — Герберт Чарлз Браун (ум. 2004), американский химик-органик, лауреат Нобелевской премии (1979).
- 1913 — Никита Богословский (ум. 2004), композитор, дирижёр, пианист, народный артист СССР.
- 1914
  - Sun Ra (ум. 1993), американский джазовый композитор, поэт, философ.
  - Николай Макаров (ум. 1988), советский конструктор оружия, Герой Социалистического Труда.
- 1920
  - Томас Голд (ум. 2004), американский астроном, один из авторов теории стационарной Вселенной.
  - Николай Гринько (ум. 1989), актёр театра и кино, народный артист Украинской ССР.
- 1924 — Шарль Азнавур (наст. имя Шахнур Вахинак Азнавурян; ум. 2018), французский певец, автор песен и актёр армянского происхождения.
- 1925 — Жан Тенгели (ум. 1991), швейцарский скульптор, представитель кинетического искусства.
- 1927 — Джордж Ола (ум. 2017), американский химик, лауреат Нобелевской премии (1994).
- 1930 — Марисоль Эскобар (ум. 2016), американская художница и скульптор венесуэльского происхождения.
- 1933
  - Ирина Колпакова, артистка балета, балетмейстер, хореограф, педагог, народная артистка СССР.
  - Чэнь Цзинжунь (ум. 1996), китайский математик, академик Китайской академии наук.
- 1935 — Иван Чуйков (ум. 2020), российский художник, один из родоначальников московского концептуализма.
- 1936 — Джордж Хейлмейер (ум. 2014), американский инженер и менеджер, один из пионеров использования жидкокристаллических дисплеев.
- 1937
  - Эльвира Араслы, советская и азербайджанская писательница и художница.
  - Факундо Кабраль (ум. 2011), аргентинский автор и исполнитель песен.
  - Ги Маршан (ум. 2023), французский музыкант, певец, актёр.
  - Виктор Понедельник (ум. 2020), советский футболист, автор «золотого гола» сборной СССР в финале чемпионата Европы 1960 года.
- 1938
  - Ричард Бенджамин, американский актёр и кинорежиссёр, лауреат премии «Золотой глобус».
  - Сьюзан Страсберг (ум. 1999), американская актриса.
- 1939 — Пол Уинфилд (ум. 2004), американский актёр кино, театра, телевидения и озвучивания, лауреат премии «Эмми».
- 1941 — Николай Олялин (ум. 2009), советский и украинский актёр театра и кино, кинорежиссёр, сценарист.
- 1942 — Малика Сабирова (ум. 1982), таджикская артистка балета, педагог, народная артистка СССР.
- 1942 — Теодор Качинский (Унабомбер; ум. 2023), американский математик, философ и экотеррорист.
- 1943 — Бетти Уильямс (ум. 2020), британская пацифистка, основательница Сообщества мирных людей, лауреат Нобелевской премии мира (1976).
- 1945 — Юрий Рыбчинский, советский и украинский поэт-песенник, драматург, сценарист.
- 1946
  - Джордж Бест (ум. 2005), североирландский футболист.
  - Людмила Журавлёва, советский, украинский и российский астроном.
- 1947 — Кристин Штюкельбергер, швейцарская всадница, олимпийская чемпионка в личной выездке (1976).
- 1948 — Евгений Мартынов (ум. 1990), советский композитор и эстрадный певец.
- 1950 — Берни Топин, британский художник и автор текстов песен, постоянный соавтор Элтона Джона.
- 1951 — Сергей Иванов (ум. 2000), советский и украинский киноактёр и кинорежиссёр, народный артист Украины.
- 1953
  - Пол Маринер (ум. 2021), английский футболист и тренер.
  - Чха Бом Гын, южнокорейский футболист, один из лучших футболистов Азии XX века.
- 1954 — Сюдзи Накамура, японский и американский физик, изобретатель синего и белого светодиодов, лауреат Нобелевской премии (2014).
- 1959
  - Дэвид Блатт, американский и израильский баскетболист и тренер, заслуженный тренер России.
  - Стивен Моррисси, британский музыкант и поэт, в прошлом вокалист группы The Smiths.
- 1960 — Хидэаки Анно, японский режиссёр кино и аниме.
- 1966 — Ван Сяошуай, китайский кинорежиссёр и сценарист.
- 1969 — Карл Крейг, американский диджей и музыкант.
- 1970 — Наоми Кэмпбелл, британская супермодель, киноактриса и певица.
- 1972 — Евгений Ревенко, российский тележурналист, телеведущий и государственный деятель.
- 1974 — Арсений Яценюк, украинский политик, премьер-министр Украины (2014—2016).
- 1976
  - Сергей Жуков, российский певец, музыкант, участник поп-группы «Руки Вверх!».
  - Даниэль Мезотич, австрийский лыжник и биатлонист.
- 1978 — Джиннифер Гудвин, американская актриса.
- 1980
  - Люси Гордон (покончила с собой в 2009), британская киноактриса и фотомодель.
  - Андрей Чадов, российский актёр театра и кино, продюсер.
- 1981 — Юрген Мельцер, австрийский теннисист, бывший игрок топ-10 в одиночном и парном разрядах.
- 1982 — Аполо Антон Оно, американский шорт-трекист, двукратный олимпийский чемпион, 9-кратный чемпион мира.
- 1983 — Микаэль Желабаль, французский баскетболист, чемпион Европы (2013).
- 1985 — Транквилло Барнетта, швейцарский футболист.
- 1986 — Татьяна Волосожар, украинская и российская фигуристка, двукратная олимпийская чемпионка (2014), чемпионка мира, 4-кратная чемпионка Европы.
- 1987
  - Артуро Видаль, чилийский футболист.
  - Новак Джокович, сербский теннисист, 24-кратный победитель турниров Большого шлема.
- 1991 — Кантен Маэ, французский гандболист, олимпийский чемпион (2020), двукратный чемпион мира.
- 1994
  - Антуан Бризар, французский волейболист, олимпийский чемпион (2020).
  - Атена Манукян, армяно-греческая певица и автор песен.
  - Михо Такаги, японская конькобежка, двукратная олимпийская чемпионка (2018, 2022).
- 1997 — Лаури Маркканен, финский баскетболист.

### XXI век
- 2004 — Пейтон Элизабет Ли, американская актриса.

## Скончались
См. также: Категория:Умершие 22 мая

### До XIX века
- 337 — Константин I Великий (р. 272), римский император.
- 1455 — Генри Перси, 2-й граф Нортумберленд (р. 1394), английский дворянин и полководец в годы войны Алой и Белой розы.
- 1540 — Франческо Гвиччардини (р. 1483), итальянский политик, мыслитель и историк эпохи Возрождения.
- 1667 — Александр VII (в миру Фабио Киджи; р. 1599), 237-й папа римский (1655—1667).

### XIX век
- 1849 — Мария Эджуорт (р. 1767), ирландская писательница.
- 1856 — Огюстен Тьери (р. 1795), французский историк.
- 1868
  - Архимандрит Гавриил (Воскресенский) (р. 1795), первый русский историк философии.
  - Юлиус Плюккер (р. 1801), немецкий математик и физик.
- 1873
  - Алессандро Мандзони (р. 1785), итальянский писатель и поэт.
  - Иосиф Франц фон Аллиоли (р. 1793), германский католический богослов и педагог.
- 1883 — Жак Бресс (р. 1822), французский математик.
- 1885 — Виктор Гюго (р. 1802), французский писатель.
- 1896 — Фёдор Бюлер (р. 1821), российский правовед и дипломат, глава Московского главного архива, писатель.

### XX век
- 1922 — Карл Тейке (р. 1864), немецкий композитор, автор более 100 маршей и других произведений, дирижёр, гобоист.
- 1924 — Виктор Ногин (р. 1878), российский революционер, первый нарком по делам торговли и промышленности.
- 1932 — Изабелла Августа Грегори (р. 1852), ирландская писательница, драматург, собирательница фольклора.
- 1949 — погиб Джеймс Форрестол (р. 1892), министр военно-морских сил США, первый министр обороны США.
- 1967 — Лэнгстон Хьюз (р. 1902), американский писатель.
- 1972
  - Маргарет Резерфорд (р. 1892), английская актриса.
  - Сесил Дэй-Льюис (р. 1904), британский поэт, писатель, переводчик, поэт-лауреат.
- 1979 — Курт Йосс (р. 1901), немецкий артист балета, балетмейстер, педагог.
- 1983 — Альбер Клод (р. 1899), бельгийский и американский биолог, лауреат Нобелевской премии (1974).
- 1988 — Илья Зильберштейн (р. 1905), советский литературовед и литературный критик, искусствовед, коллекционер.
- 1993 — Владимир Промыслов (р. 1908), советский государственный деятель, председатель исполкома Моссовета (1963—1985).
- 1994 — Владимир Максимчук (р. 1947), руководитель ликвидации пожара на Чернобыльской АЭС, Герой России.
- 1996 — Кронид Любарский (р. 1934), правозащитник и журналист.
- 1997 — Алфред Херши (р. 1908), американский бактериолог и генетик, лауреат Нобелевской премии (1969).
- 1998 — Джон Дерек (р. 1926), американский киноактёр, режиссёр, продюсер.
- 2000 — Джон Артур Гилгуд (р. 1904), английский актёр, режиссёр.

### XXI век
- 2004 — Михаил Воронин (р. 1945), советский гимнаст, двукратный олимпийский чемпион (1968), двукратный чемпион мира.
- 2005 — Флоракис Харилаос (р. 1914), греческий государственный и политический деятель.
- 2007 — Борис Бункин (р. 1922), советский и российский конструктор вооружения, дважды Герой Социалистического Труда.
- 2008 — Роберт Лин Асприн (р. 1946), американский писатель-фантаст.
- 2009 — Александр Межиров (р. 1923), русский советский поэт и переводчик.
- 2012 — Алексей Ванин (р. 1925), актёр театра и кино, заслуженный артист Российской Федерации.
- 2016 — Велимир Живоинович (р. 1933), югославский (сербский) актёр и политический деятель.
- 2017 — Ники Хэйден (р. 1981), мотогонщик, чемпион мира.
- 2025 — Альфредо Паласио Гонсалес (р. 1939), эквадорский хирург-кардиолог, президент Эквадора в (2005—2007).

## Приметы
- Николин день. Никола Вешний
- Дождь на Николу — великая Божья милость.
- «Нет за мужика поборника — супротив Николы».
- «Никола на море спасает, Никола мужику воз подымает»[12]. Сколько в небе звёзд — столько хороших дней в году будет.